# 马蒂希霍芬附近基希贝格
马蒂希霍芬附近基希贝格是奥地利上奥地利州因河畔布劳瑙县的一个市镇。总面积15.79平方公里，总人口1014人，人口密度64.2人/平方公里（2005年）。